# Nicolás Rolando Monteverde
Nicola Rolando (27 de enero de 1858, Barcelona, Venezuela - Caracas, Venezuela, 16 de febrero de 1914), fue uno de los últimos caudillos de Venezuela. Es conocido, entre otras cosas, por dirigir en oriente durante la Revolución Libertadora contra el gobierno de Cipriano Castro a principios del siglo XX.

## Nacimiento e infancia
Nicolás Rolando  fue bautizado como "Nicola Rolando Monteverde" por ser de origen italiano, siendo su padre el genovés Andrés Bartolomé Rolando y Fiallo (Inmigrante italiano). Su madre fue Isidora Monteverde y Rodríguez (Inmigrante Canaria). Fue el mayor de 6 hijos que tuvo la pareja que había llegado a Venezuela en 1842.
Inició sus estudios en Barcelona para luego trasladarse a Caracas y obtener su graduación en farmacia en la prestigiosa Universidad Central de Venezuela (UCV); luego llega a Cumaná a ejercer la profesión. Hablaba y escribía correctamente en italiano, por lo que comerció en productos farmacéuticos y médicos desde Italia inicialmente.

## Vida política y militar
En 1888 se afilia al Liberalismo Amarillo. Ante la política de reacción antiguzmancista propiciada por el nuevo presidente Juan Pablo Rojas Paúl, Rolando decide viajar a Trinidad. Su primera actuación política se produjo en Puerto España, cuando apoyó el movimiento revolucionario fomentado por el ex presidente Joaquín Crespo para asaltar el vapor Bolivar e invadir Venezuela desde Trinidad. En 1892, fue jefe de la Revolución Legalista, ayudando a Joaquín Crespo a ser presidente entre 1893 y 1898. Pasa a ser secretario general primero en 1893 y luego elegido presidente del Gran Estado Bermúdez entre 1894-1897, en su gestión construye la Plaza Boyacá, la ermita el Carmen y el Teatro Cajigal en Barcelona, entre otras obras.
También construyó los acueductos de Carúpano y ordenó levantar escuelas en cada capital de distrito del estado. Fue senador por el Estado Bermúdez y en febrero de 1898 llegó a ser el ministro de Agricultura, Industria y Comercio durante el gobierno de Ignacio Andrade. Ocupó importantes cargos durante los gobiernos de Ignacio Andrade y Cipriano Castro entre 1899 y 1908.
Llegó en diciembre de 1898 a ser "presidente encargado" del estado Sucre, ministro de fomento (1898-1899) y fue elegido senador por Sucre en febrero de 1899. Posteriormente, con la llegada de Cipriano Castro al poder, se convierte en Jefe Civil y Militar de Guayana y retoma el caudillismo. Contrajo matrimonio en 1889 con Belén Marcano Peña, con quien que tuvo ocho hijos. El 3 de junio de 1913 se retira de la actividad política activa.

## Revolución Libertadora
Marcha para Trinidad a finales de 1901 y desde allá prepara la conspiración, el 9 de marzo de 1902 se lanza contra la dictadura de Cipriano Castro y desembarca en las costas de Carúpano como "Jefe de Oriente" y caudillo de la Revolución Libertadora. Luego de derrotar a Juan Vicente Gómez en Carúpano el 6 de mayo de 1902, participa en la Batalla de La Victoria y la Batalla de El Guapo; sin victorias se retira hacia Ciudad Bolívar.
Resultaría derrotado en la Batalla de Ciudad Bolívar en 1903, a manos de las tropas comandadas por el general Juan Vicente Gómez, mano derecha del presidente Castro. Es hecho preso y enviado al castillo de San Carlos; es liberado en 1906 y sale desterrado a Nueva York donde siguió organizando movimientos conspirativos contra el régimen de Castro. Más adelante será nombrado por Juan Vicente Gómez como integrante del consejo de gobierno entre 1909 y 1913.

## Homenajes
- Plaza Rolando de Barcelona
- Vals "Rolando" de Lionel Belasco